# Nicolás Iglesias (piloto)
Nicolás Iglesias (Pergamino, Provincia de Buenos Aires; 28 de octubre de 1975) es un piloto argentino de automovilismo. Destacado a nivel nacional por su participación en la categoría Top Race V6, debutó en el automovilismo en el año 1994, participando en la Fórmula Honda Argentina, categoría en la que compartió pista con pilotos como Esteban Tuero, Emiliano Spataro o Nicolás Filiberti entre otros. 
Tuvo su debut con los automóviles de turismo en el año 1997 al participar de la Copa Monomarca Volkswagen Gol, para luego subir como copiloto en el Turismo Carretera, acompañando al múltiple campeón Juan María Traverso. Retornó al Karting en el año 2000, para luego consolidar su propio camino en el año 2001, compitiendo en el TC Pista, divisional de la cual sería subcampeón en 2002. 
En 2011, se desempeñó en el Top Race V6, compitiendo con el Ford Mondeo II número 10, alistado por la escudería Vitelli Competición y patrocinado por el Grupo Infobae, llevando en su coche los logotipos de Radio 10, C5N, Pop Radio e Infobae.com.

## Biografía

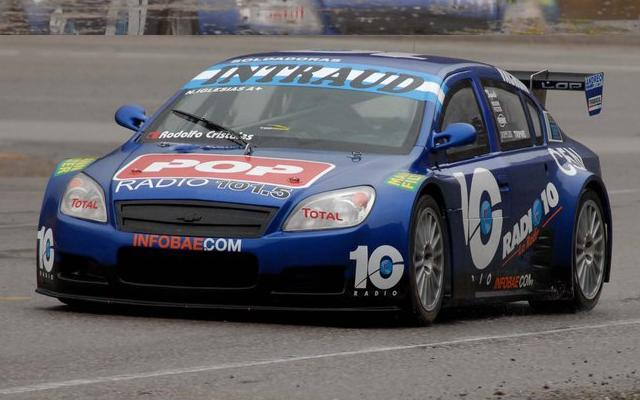
Iglesias piloteando por última vez su Vectra TRV6

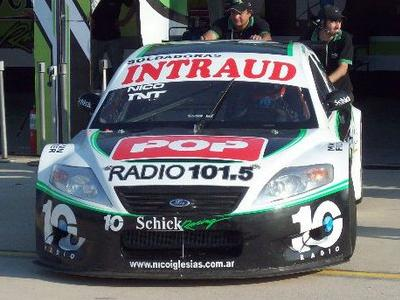
Iglesias probando su Mondeo TRV6

Nacido en Pergamino el 28 de octubre de 1975, Nicolás Iglesias desarrolló su vida en un ambiente familiar netamente automovilístico, ya que su abuelo Jesús Ricardo Iglesias fue un reconocido múltiple campeón de la Mecánica Nacional en los años '40, mientras que su padre Ricardo Ismael Iglesias fue un reconocido piloto de Turismo Carretera, que durante la década del '70 compitiera junto a su hermano Juan Carlos (a la vez, tío de Nicolás), formando la sociedad deportiva conocida como "Los Hermanos Iglesias", siendo reconocidos por competir formando su propia escudería y recibiendo apoyo de parte de la marca Ford.
En este contexto familiar, Nicolás inició su actividad en los karts a los 15 años, compitiendo en la Categoría 125 juvenil, de la cual ascendería a la Categoría 125 libre en 1992, obteniendo el tercer puesto ese año. En 1993, se corona campeón de la 125 libre para luego sumarse al plantel de pilotos que inauguró la categoría Fórmula Honda Argentina en el año 1994. Sin embargo, solo consigue correr en cuatro fechas, para luego hacer un parate en su actividad. En 1997, retorna al automovilismo, compitiendo en la Monomarca Volkswagen Gol, de la cual obtendría el cuarto puesto en el año 1998.
El año 1999 representó un salto de calidad para Iglesias ya que fue invitado como navegante de Turismo Carretera por el mismísimo múlticampeón Juan María Traverso. Ese año, alcanzarían el campeonato a bordo de un Ford Falcon preparado por el chasista Christian Ávila.
En el año 2000, Iglesias decide volver a competir en karts, al presentarse en la Categoría Honda CR 125, donde obtendría el subcampeonato en el año 2001. Ese mismo año, volvería al automovilismo, al competir en el TC Pista con un Ford Falcon. En el año 2002, obtiene el subcampeonato de TC Pista, ascendiendo al Turismo Carretera, donde compite hasta el año 2005, sin resultados relevantes.
En 2006, se suma al Top Race V6, categoría donde más tarde se convertiría en protagonista. Lo hace compitiendo con un Peugeot 406, del equipo Halcón Motorsports. Al año siguiente, cambió de escudería y marca al subirse a un Chevrolet Vectra II del equipo Urtubey Competición. Este modelo lo reemplazó al año siguiente por un Volkswagen Passat, con el cual obtuvo mayor protagonismo en la categoría. En 2009, es convocado como piloto titular del equipo Infobae Motorsports, patrocinado por el Grupo Infobae del periodista y empresario Daniel Hadad. Su coche siguió siendo el Volkswagen Passat con el cual fue partícipe de un desafío entre un TRV6 y un avión I.A. 63 Pampa, para demostrar la velocidad de este vehículo. A mediados de ese año, decide permutar de carrocería al adquirir un Chevrolet Vectra III con el cual culmina el campeonato y encara todo el primer semestre de 2010, en la Copa América 2010. 
Los bajos resultados de este modelo precipitaron la decisión de una nueva mudanza en su carrocería la cual se vio facilitada por la fusión entre el Infobae Motorsports y el equipo Schick Racing, el cual desarrollaba unidades Ford Mondeo III. Sin embargo, al finalizar el Torneo Clausura 2010 el equipo decide reemplazarlo en su butaca por el entrerriano Omar Martínez. Finalmente, en 2011 terminaría mudándose hacia la escudería Vitelli Competición, junto a la estructura del Infobae Motorsports y siéndole confiada una unidad Ford Mondeo II. Tras esta temporada, Iglesias no anunciaría planes de continuidad para el año 2012, dedicándose nuevamente a la práctica deportiva del karting.

## Trayectoria
- 1990 – 1991: Karting 125 categoría juvenil.
- 1992: Karting 125 categoría libre. 3.º en el campeonato
- 1993: Campeón Karting 125 categoría libre.
- 1994: Formula Honda Argentina. 4 carreras
- 1997: Monomarca GOL.
- 1998: Monomarca GOL.
- 1999: Turismo Carretera. Copiloto de Juan María Traverso. Campeones con Ford Falcon
- 2000: Karting (motores Honda CR 125). 3.º en el campeonato.
- 2001: Subcampeonato de Karting Honda CR 125. Debut en TC Pista.
- 2002: Subcampeón de TC Pista con 4 podios.
- 2003: Debut como piloto en Turismo Carretera
- 2004: Turismo Carretera
- 2005: Turismo Carretera
- 2006: TRV6, con Peugeot 406
- 2007: TRV6 con Chevrolet Vectra II
- 2008: TRV6 con Volkswagen Passat
- 2009: TRV6: Volkswagen Passat - Chevrolet Vectra III
- 2010: TRV6: Copa América 2010 con Chevrolet Vectra III
- 2010: TRV6: Torneo Clausura 2010 con Ford Mondeo III
- 2011: TRV6: Ford Mondeo II

## Palmarés
| Título      | Especialidad      | Marca       | Año  |
| ----------- | ----------------- | ----------- | ---- |
| Campeón (*) | Turismo Carretera | Ford Falcon | 1999 |
| Subcampeón  | TC Pista          | Ford Falcon | 2002 |

(*) Nota: Este título lo obtuvo como copiloto de Juan María Traverso.

### Otras distinciones
| Título     | Especialidad                   | Año  |
| ---------- | ------------------------------ | ---- |
| Campeón    | Karting Categoría 125 libre    | 1993 |
| Subcampeón | Karting Categoría Honda CR 125 | 2000 |